# Ordine di Rama
L'Ordine di Rama (in thailandese เครื่องราชอิสริยาภรณ์ อันมีศักดิ์ รามาธิบดี) è un ordine statale del Regno di Thailandia.

## Storia
L'Ordine venne fondato il 22 luglio 1918 dal re Rama VI del Siam per premiare quanti si fossero distinti nel servizio militare a favore della patria in tempo di pace o in tempo di guerra.

## Classi
L'Ordine dispone delle seguenti classi di benemerenza:
- Cavaliere Gran Commendatore (Senangapati)

in thailandese: เสนางคะบดี "Senangapati" (sày-naang ká-bà-dee)
postnominale: ส.ร.
- Cavaliere Commendatore  (Maha Yodhin)

in thailandese: มหาโยธิน "Maha Yodhin" (má-hăa yoh-tin)
postnominale: ม.ร.
- Commendatore  (Yodhin)

in thailandese: โยธิน "Yodhin" (yoh-tin)
postnominale: ย.ร.
- Compagno (Asvin)

in thailandese: อัศวิน "Asvin" (àt-win)
postnominale: อ.ร.
- Medaglia per Galanteria in Azione

in thailandese: เหรียญรามมาลา เข็มกล้ากลางสมร (rĭan raam-maa-laa kĕm glâa glaang sà-mŏn)
postnominale: ร.ม.ก.
- Medaglia

in thailandese: เหรียญรามมาลา (rĭan raam-maa-laa)
postnominale: ร.ม.
| Nastri   | Nastri                            | Nastri   | Nastri       | Nastri                 | Nastri                      |
| -------- | --------------------------------- | -------- | ------------ | ---------------------- | --------------------------- |
| Medaglia | Medaglia per Galanteria in Azione | Compagno | Commendatore | Cavaliere Commendatore | Cavaliere Gran Commendatore |